# Medalla al Mérito de la Mujer Dominicana
La Medalla al Mérito de la Mujer Dominicana es una condecoración civil otorgada por el gobierno dominicano a mujeres dominicadas o nacionalizadas que hayan destacado en el ámbito social, político, económico, humanístico, científico o artístico, entre otros.

## Inicios
Fue establecida por decreto el 29 de mayo de 1985 para ser otorgada el 8 de marzo de cada año, o sea, el Día Internacional de la Mujer.

## Encargados
La medalla es otorgada por el poder ejecutivo del gobierno por recomendación del Consejo Consultivo de la Secretaría de Estado de la Mujer.